# 文尼察伊万内
50°16′57″N 35°28′39″E / 50.28250°N 35.47750°E
文尼察伊萬内（烏克蘭語：Вінницькі Івани）是位於烏克蘭東部的村莊，由哈爾科夫州博霍杜希夫區的博霍杜希夫市鎮負責管轄。該村處於伊万内河畔，距離代赫佳里1公里，始建於1875年，面積2.25平方公里，海拔高度149米。